# Jerzy Bandrowski
Jerzy Bandrowski pseudonim: Tersytes, Ters, Vorax (ur. 22 stycznia 1883 w Rzeszowie, zm. 21 sierpnia 1940 w Krakowie) – polski pisarz, dziennikarz, tłumacz z angielskiego.

## Życiorys
Urodził się w rodzinie Juliusza Mariana i Heleny z Kadenów. Był bratem Juliusza i Tadeusza.
Studiował filozofię na Uniwersytecie Jagiellońskim i slawistykę na uniwersytecie w Pradze. Debiutował jako nowelista w warszawskim „Kurierze Porannym” w 1902. W 1909 redagował humorystyczny „Kurier Świąteczny”. W 1910 we Lwowie nawiązał współpracę ze „Słowem Polskim”, którą kontynuował po powrocie z Rosji. W latach 1915–1919 przebywał w Rosji. Był wiceprezesem Polskiego Komitetu Wojennego, który zorganizował Dywizję Syberyjską, walczącą przeciw bolszewikom. Zajmował się redagowaniem broszur patriotycznych dla żołnierzy. Po powrocie do Polski mieszkał we Lwowie. Następnie przeniósł się do Poznania i nawiązał współpracę z „Kurierem Poznańskim”. 
Jesienią 1926 r. przybył do Jastarni jako korespondent "Kuriera Poznańskiego". Zamieszkał w domu miejscowego rybaka Dawida Długiego (dziś ulica Bałtycka 28). Podczas pobytu na Półwyspie Helskim J. Bandrowski obserwował życie codzienne ludności rybackiej, spędzając z nią wolny czas. Podjął także współpracę z wejherowskim periodykiem "Kleka", do którego pisał  m.in. wiersze o tematyce morskiej. W czasie II wojny światowej wysiedlili go z Poznania Niemcy, wówczas przeniósł się do Krakowa.
W zbeletryzowanym pamiętniku Przez jasne wrota zawarł swe wspomnienia z pobytu w Rosji. Do wspomnień z tego okresu wrócił również w powieściach: Pielgrzymi, Krwawa chmura, Czerwona rakieta i Wściekłe psy.
Pisał powieści obyczajowe, a także książki dla dzieci, np.: W kraju orangutanów i rajskich ptaków z 1922, Na polskiej fali z 1927. Pisywał także powieści sensacyjne w formie scenariuszy filmowych Przygody komendanta Wilczka z 1929. W 1951 wszystkie jego utwory zostały wycofane z polskich bibliotek oraz objęte cenzurą.

## Pokłosie
6 listopada 2011 roku odsłonięto w Jastarni na ścianie domu zamieszkiwanego J. Bandrowskiego tablicę upamiętniającą.

## Wybrane publikacje

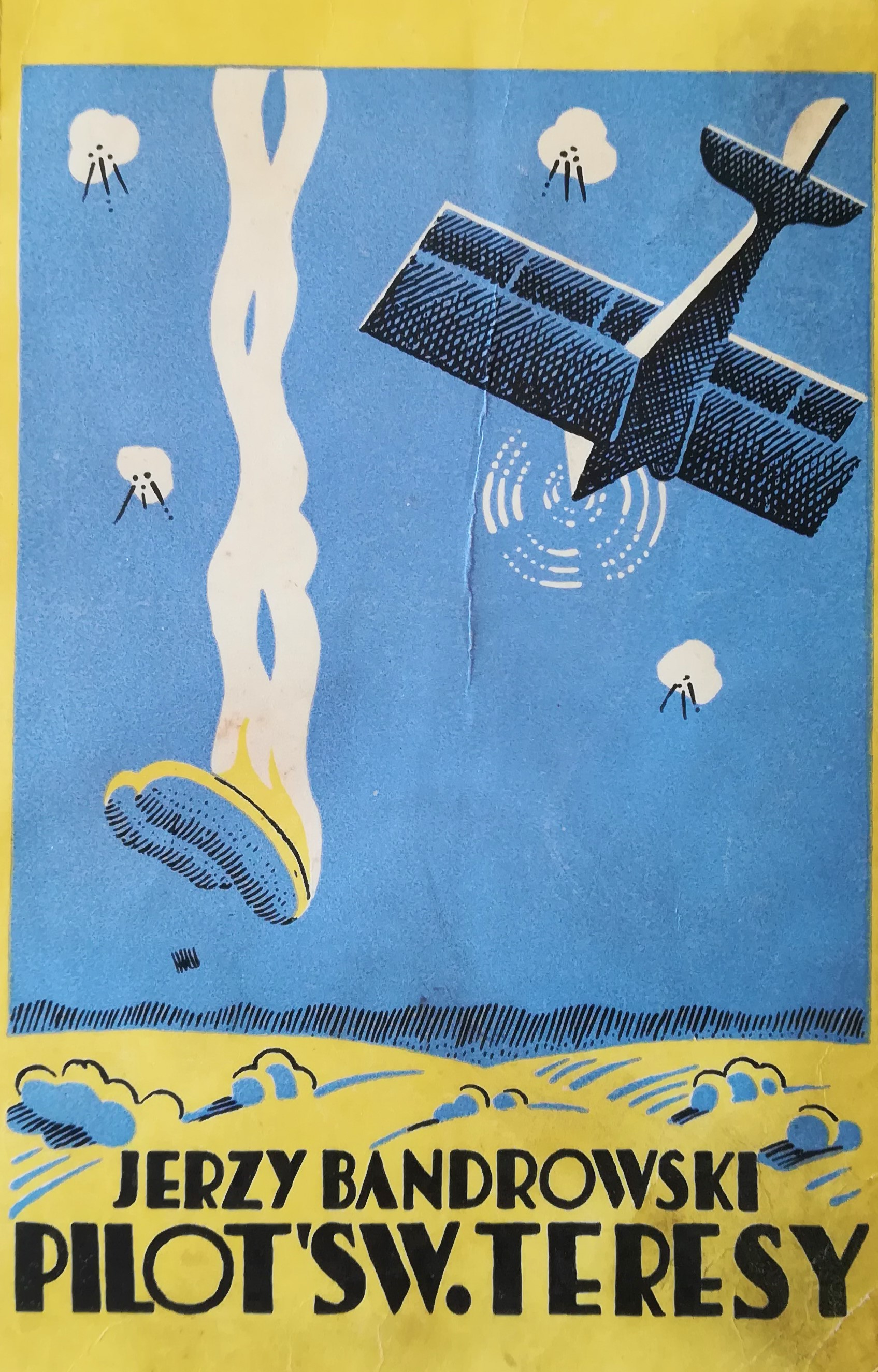
Okładka Pilota św. Teresy z 1934

- Romans Marty (1910), powieść
- Bajki ucieszne (1910), poezje
- Osaczona (1910), nowela
- Biały lew (1917)
- Kim był Ks. Józef Poniatowski (1917)
- Kim był Tadeusz Kościuszko (1917)
- Legjony Dąbrowskiego (1917)
- W płomieniach (1918)
- Przez jasne wrota (1920)
- Syn Dniepru (1920), powieść
- Pielgrzymi (1920), powieść
- Krwawa chmura (1920), powieść
- W kraju orangutanów i rajskich ptaków (1922), powieść dla dorastającej młodzieży
- Czerwona rakieta (1921), powieść
- Siła serca: Błękitne romanetto (1922)
- Niezwalczone sztandary (1921), powieść
- Wściekłe psy (1921) powieść, bestseller 1921, wznowiona w Poznaniu w 1930, wyd.3 2005
- Lintang. Powieść, Lwów – Poznań 1922
- Wieś czternastej mili (1931)
- Zolojka (1928)
- Sosenka z wydm. Opowieści morskie (1930)
- W białym miasteczku (1930)
- Nowele chińskie (1931)
- Pilot św. Teresy (1934)
- Rajski ptak (1934)
- Pałac połamanych lalek (1935), powieść z wątkami z zakresu psychologii klinicznej
- Szkarłatna Róża Raju Boskiego (1937)

### Przekłady
- Viktor Dyk – Wstyd
- Lafcadio Hearn – Czerwony ślub i inne opowiadania
- James Huneker – Chopin: człowiek i artysta
- Rudyard Kipling – Stalky i spółka, O człowieku, który chciał być królem
- Jack London – Wyga

- Sadhana – Szept duszy, Zbłąkane ptaki

- Rabindranath Tagore – Rozbicie, Głodne kamienie